# Tea Pijević
Tea Pijević (født 18. november 1991 i Makarska) er en kroatisk håndboldspiller, der spiller i Metz Handball og Kroatiens kvindehåndboldlandshold.
Hun deltog under EM håndbold 2018 i Frankrig.